# Liste der Straßennamen in Lissabon/Charneca
Die Liste der Straßennamen in Lissabon/Charneca listet Namen von Straßen und Plätzen der ehemaligen Freguesia Charneca der portugiesischen Hauptstadt Lissabon auf und führt dabei auch die Bedeutungen und Umstände der Namensgebung an. Aktuell gültige Straßenbezeichnungen sind in Normalschrift angegeben, nach Umbenennung oder Überbauung nicht mehr gültige Bezeichnungen in Kursivschrift.

## Straßen in alphabetischer Reihenfolge
- Avenida Dr. José Salvado Sampaio
2009 benannt nach dem Pädagogen José Salvado Sampaio (1921–2006)
- Avenida Nuno Krus Abecasis
2001 benannt nach dem Bürgermeister von Lissabon Nuno Krus Abecasis (1929–1999)
- Avenida Santos e Castro
benannt 1988
- Avenida Sérgio Vieira de Mello
2003 benannt nach dem brasilianischen Diplomaten Sérgio Vieira de Mello (1948–2003)
- Azinhaga da Póvoa
- Azinhaga das Galinheiras
- Azinhaga do Beco
- Azinhaga do Reguengo
- Azinhaga dos Milagres
- Campo das Amoreiras
- Estrada da Póvoa
- Estrada das Amoreiras
- Estrada de São Bartolomeu
1891 benannt nach der ehemaligen Pfarrei São Bartolomeu da Charneca
- Estrada do Forte da Ameixoeira
benannt nach dem Forte da Ameixoeira
- Estrada do Manique
vermutlich benannt nach der ehemaligen Quinta do Manique
- Estrada do Pisa Pimenta
- Estrada do Poço de Baixo
- Jardim Maria da Luz Ponces de Carvalho
2008 benannt nach der Pädagogin Maria da Luz Ponces de Carvalho (1918–1999)
- Largo das Galinheiras
- Largo das Peneireiras
- Largo do Médico
- Largo dos Defensores da República
- Praça Dom António Ribeiro
- Praceta Fernando Valle
- Rampa do Mercado
- Rua António Aleixo
- Rua António Dacosta
- Rua António Duarte
- Rua Bernardo Marques
- Rua Blasco Hugo Fernandes
- Rua Carlos Aboim Inglez
- Rua da Várzea
- Rua de São José à Charneca
- Rua do Bairro da Cáritas
- Rua do Eucalipto às Galinheiras
- Rua dos Balsares de Baixo
- Rua dos Sete Céus
- Rua Emídio Santana
- Rua General França Borges
- Rua Hein Semke
2011 benannt nach dem deutschen Bildhauer Hein Semke (1899–1995)
- Rua João Amaral
- Rua João Lourenço Rebelo
- Rua Joaquim Cordeiro
- Rua Lino de Carvalho
- Rua Luís Sá
2001 benannt nach dem Universitätsprofessor und Politiker Luís Sá (1952–1999)
- Rua Manuel António Gomes
- Rua Manuel Lopes
- Rua Maria de Lourdes Pintasilgo
- Rua Maria Júdice da Costa
- Rua Martin Luther King
2008 benannt nach dem US-amerikanischen Bürgerrechtler Martin Luther King (1929–1968)
- Rua Melo Antunes
- Rua Octávio Pato
- Rua Quinta da Assunção
- Rua Raul Rego
2003 benannt nach dem Journalisten und Widerstandskämpfer Raul Rego
- Rua Reis Pinto
2004 benannt nach dem Sportwissenschaftler Henrique Manuel Ruivo Reis Pinto (1925–2005)
- Rua Ruy Cinatti
1987 benannt nach dem Dichter Ruy Cinatti (1915–1986)
- Rua Teresa de Saldanha
1988 benannt nach der Ordensschwester Teresa de Saldanha (1837–1916)
- Rua Tito de Morais
2001 benannt nach dem Politiker und Mitbegründer des PS Tito de Morais
- Rua Vasco da Gama Fernandes
2001 benannt nach dem Politiker Vasco da Gama Fernandes (1908–1991), dem ersten Präsidenten der Assembleia da República
- Rua Vasco de Lima Couto
1987 benannt nach dem Dichter und Schauspieler Vasco de Lima Couto (1923–1980)